# Zúčtovací banka
Zúčtovací banka, označovaná také jako nabyvatel – acquirer, je banka nebo finanční instituce, která jménem obchodníka zpracovává platby kreditní nebo debetní kartou. 
Acquirer umožňuje obchodníkům přijímat platby kreditními kartami od bank vydávajících karty v rámci karetní asociace, jako je Visa, MasterCard, Discover, China UnionPay, American Express.
Přijímající banka uzavře s obchodníkem smlouvu a nabídne mu podnikatelský účet. Toto ujednání poskytne obchodníkovi úvěrovou linku. Podle smlouvy přijímající banka směňuje finanční prostředky s vydávajícími bankami jménem obchodníka (clearing) a vyplácí obchodníkovi čistý zůstatek jeho denních tržeb z platebních karet – tj. hrubé tržby minus storna, mezibankovní poplatky a poplatky nabyvatele. Poplatky nabyvatele jsou další přirážkou přidanou přijímající bankou k mezibankovním poplatkům asociace. Tyto poplatky se liší podle finanční instituce (nabyvatele).

## Zúčtovací banky se sídlem v ČR
- Comgate
- Československá obchodní banka
- Fio Banka
- Global Payments